# Улица Екмаляна
Улица Екмаляна (арм. Եկմալյան փողոց) — короткая (около 200 м) улица в Ереване, в центральном районе Кентрон. Проходит от улицы Пушкина до улицы Карена Демирчяна.

## История
Современное название в честь классика армянской музыки композитора Макара Екмаляна (1856—1905).
Улица застраивается современными домами, имеют место конфликты застройщика и покупателей жилья

## Достопримечательности

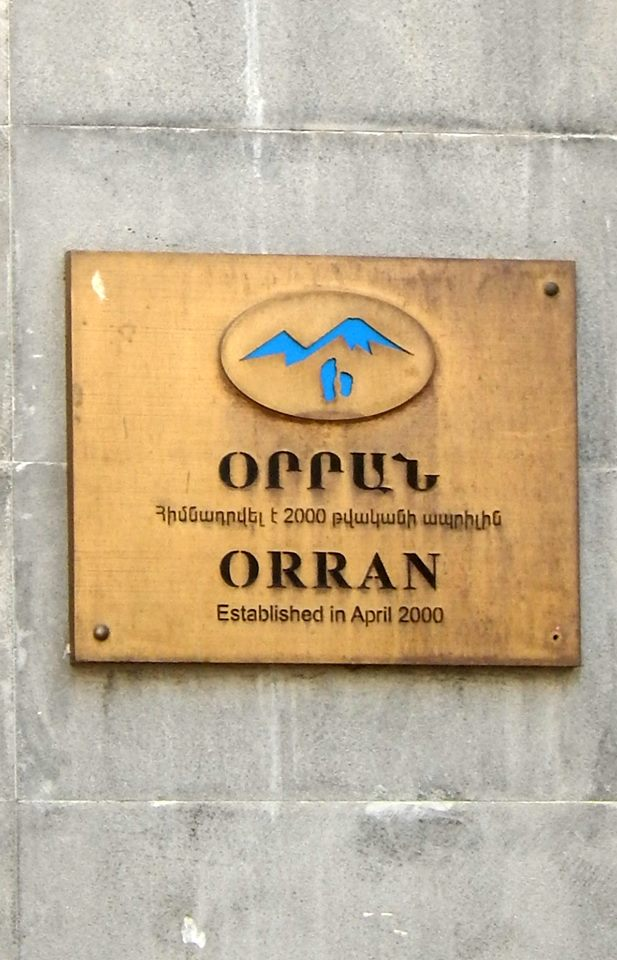

д. 6 — Благотворительная общественная организация «ОРРАН»